# اس‌اس دافرین
اس‌اس دافرین (به انگلیسی: SS Dufferin) یک کشتی بود. این کشتی در سال ۱۹۰۵ ساخته شد.اس‌اس دافرین در ۱۴ام ماه آوریل سال ۱۹۰۵ رسما وارد آب شد.